# Doris Bures

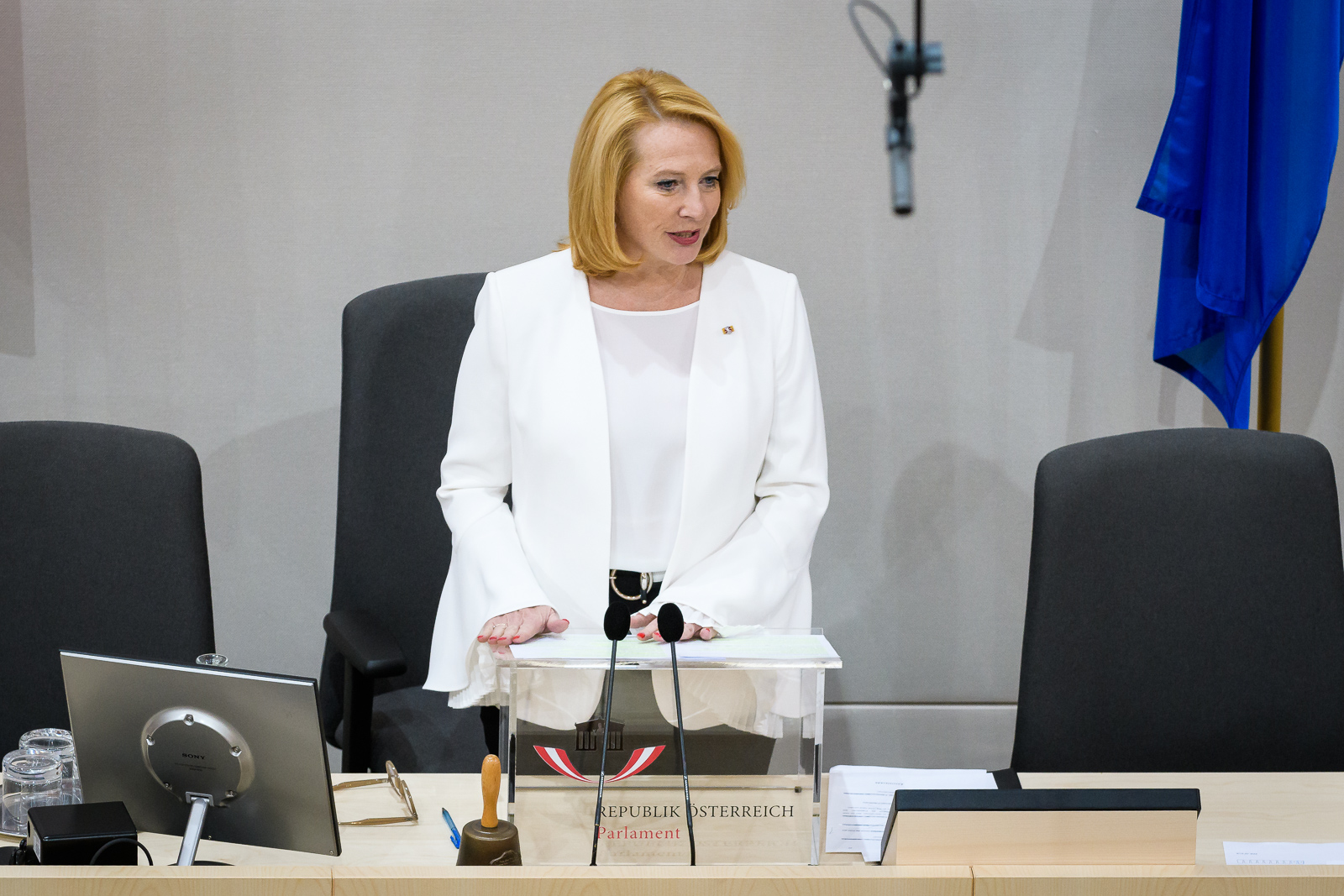
Doris Bures (2017)

Doris Bures (* 3. August 1962 in Wien) ist eine österreichische Politikerin (SPÖ) und Abgeordnete zum österreichischen Nationalrat. Bures ist aktuell dritte Nationalratspräsidentin und war vom 2. September 2014 bis 24. Oktober 2024 (erste und zweite) Präsidentin des österreichischen Nationalrates. Zuvor war sie von Dezember 2008 bis September 2014 Bundesministerin für Verkehr, Innovation und Technologie in den Kabinetten Faymann I und II.
Außerdem ist sie stellvertretende Parteivorsitzende der SPÖ.

## Karriere
Bures gibt an, 1978 bei den Protesten gegen das geplante Kernkraftwerk Zwentendorf, an denen sie rege teilnahm, politisiert worden zu sein.
Ihre politische Karriere begann sie 1980, als sie eine Funktion im Bundes-Sekretariat der Sozialistischen Jugend übernahm. 1987 zog sie ins Bezirks-Parlament von Wien-Liesing ein, 1990 in den Nationalrat. In Liesing ist sie seit März 2009 Bezirksparteichefin. SPÖ-Bundesgeschäftsführerin war sie vom Jahr 2000 bis zum Jänner 2007 und wieder von Juni bis November 2008. Abgeordnete zum Nationalrat war sie vom November 1990 bis Jänner 2007. Bures gilt als langjährige politische Weggefährtin und eine der engsten Vertrauten des ehemaligen SPÖ-Bundesparteivorsitzenden und Bundeskanzlers Alfred Gusenbauer.
Am 11. Jänner 2007 wurde sie interimistisch Bundesministerin ohne Portefeuille, von März bis Juni 2007 Bundesministerin für Frauen, Medien und öffentlichen Dienst im Bundeskanzleramt (nachdem aus dem Gesundheitsministerium – bis dahin als Bundesministerium für Gesundheit und Frauen (BMFG) bezeichnet – die Frauenagenden ausgegliedert und dafür die Agenden für Familie und Jugend eingegliedert wurden; danach firmierte das Ministerium als Bundesministerium für Gesundheit, Familie und Jugend (BMGFJ)). Bures unterstand damals auch die Bundes-Gleichbehandlungskommission. In dieser Tätigkeit lancierte sie unter anderem im Winter 2007–2008 eine Plakatkampagne zur Bekanntmachung der Frauenhelpline gegen Männergewalt. 
Das Sujet, eine Frau und ein Kind mit Schutzhelmen und daneben ein Mann, löste Diskussionen einerseits über häusliche Gewalt und anderseits über die Angemessenheit der Darstellung auf den Plakaten aus. Politische Kritik kam von der FPÖ, deren damaliger Gleichbehandlungssprecher Karlheinz Klement in dem Zusammenhang in einer Rede im Nationalrat von „Umerziehungsprojekten“ und „Genderwahnsinn“ sprach, und der ÖVP.
Anfang Juli 2008 wechselte Bures vom Bundesministerium für Frauen, Medien und öffentlichen Dienst als Bundesgeschäftsführerin in die SPÖ-Parteizentrale.
Seit Dezember 2008 gehörte sie als Bundesministerin für Verkehr, Innovation und Technologie der Bundesregierung unter Bundeskanzler Faymann an und wurde 2013 wieder mit diesem Amt betraut. Nach dem Tod Barbara Prammers wurde Bures von der SPÖ als Nationalratspräsidentin nominiert und am 2. September 2014 in geheimer Wahl mit 78 Prozent der Stimmen gewählt.
Ende des Jahres 2016 organisierte sie einen Staatsakt im österreichischen Parlament mit dem Titel „Geste der Verantwortung“. Hintergrund der Veranstaltung waren die Missbrauchsfälle in staatlichen und kirchlichen Kinderheimen in der Nachkriegszeit, zu deren Verantwortung sich die Republik Österreich und die Kirche im Rahmen des Staatsaktes offiziell bekannten. Infolge des Staatsaktes verabschiedete der Nationalrat im Frühjahr 2017 das Heimopferrentengesetz (HOG, BGBl. I Nr. 69/2017), das vorsieht, ehemaligen Heimkindern eine zusätzliche monatliche Rente in Höhe von 300 Euro zukommen zu lassen, sofern diese während ihrer Zeit in staatlicher oder kirchlicher Obhut Gewalt, sexuellem Missbrauch oder Misshandlungen ausgesetzt waren.
Vom 8. Juli 2016 bis 21. Jänner 2017 führte sie wegen der Wiederholung der Bundespräsidentenwahl gemeinsam mit den beiden anderen Nationalratspräsidenten Karlheinz Kopf (ÖVP) und Norbert Hofer (FPÖ) die Amtsgeschäfte des österreichischen Bundespräsidenten.
Seit 2012 beschäftigt eine umstrittene Inseratenvergabe des Verkehrsministeriums unter Bures die Gerichte. Dabei geht es um eine mutmaßliche Manipulation der Vergabe des Werbevertrags an eine Agentur, deren Chef "als SPÖ-Intimus gilt und praktisch alle wichtigen Ausschreibungen des Verkehrsministeriums seit dem Jahr 2008 gewonnen" habe. Nach erfolgtem Zuschlag an diese Agentur wurde der Etat deutlich erhöht und die Mittel großteils auf Zeitungsanzeigen verteilt, von denen 60 Prozent mit Fotos der Ministerin Bures versehen waren. Die Staatsanwaltschaft Wien spricht von „Vorgängen wie bei Karl-Heinz Grasser“. Im November 2018 wurde erstinstanzlich festgestellt, dass die Gewinnerkampagne als Plagiat zu beurteilen sei.

## Privates
Doris Bures wurde 1962 als viertes von sechs Kindern in Wien geboren und wuchs in einer Gemeindebauwohnung auf. Der Vater, von Beruf Werkzeugmacher, verließ die Familie, als sie sechs Jahre alt war.
Mit 15 Jahren ging Doris Bures selbst arbeiten, um die Mutter bei den Mietkosten zu unterstützen. Später besuchte sie eine Handelsschule in Wien und machte eine Lehre als Assistentin in einer Zahnarzt-Praxis.
Sie war 24 Jahre lang mit dem Medienmanager Wolfgang Jansky, heute Geschäftsführer der Tageszeitung Heute, liiert, von dem sie sich Anfang 2008 trennte. Die beiden haben eine erwachsene Tochter.

## Schriften (Auswahl)
- Modernes Arbeitsrecht aus Sicht der Frauen. In: Klaus Poier, Franz Prettenthaler (Hrsg.): Gerechte Arbeitswelt. Globalisierung, Flexibilisierung, Armutsbekämpfung? Leykam Graz 2007, ISBN 978-3-7011-0102-3, S. 155–158.
- „Die neue Wahl“ – Ein SPÖ–Wahlkampf aus dem Stand. In: Thomas Hofer, Barbara Tóth (Hrsg.): Wahl 2008. Strategien, Sieger, Sensationen. Molden, Wien/Graz/Klagenfurt 2008, ISBN 978-3-85485-235-3, S. 32–45.

## Auszeichnungen
- 2001: Großes Goldenes Ehrenzeichen für Verdienste um die Republik Österreich[21]
- 2011: Großes Goldenes Ehrenzeichen am Bande für Verdienste um die Republik Österreich[21]
- 2019: Großes Goldenes Ehrenzeichen des Landes Steiermark mit dem Stern[22]